# バルビツール酸系過量服薬
バルビツール酸系過量服薬（バルビツールさんけいかりょうふくやく、Barbiturate overdose）は、バルビツール酸系薬を、所定の用量を超えて服用した場合に生じる。過量服薬の症状は、一般的に脱力、運動失調、思考の困難、会話の遅さ、間違った判断、眠気、浅い呼吸、ふらつきなどである。重篤な症例では昏睡あるいは死亡する結果となる。バルビツール酸系の致死量は、耐性があるために、一個人と他者では、大きくばらつきがある。過量服薬についての一般的な解説はオーバードースを参照のこと。
バルビツール酸系過量服薬とほかの中枢神経系抑制剤、たとえばアルコール、オピエート、ベンゾジアゼピンとの併用は、相乗した中枢神経系と呼吸器官の抑制作用に起因して、危険性はさらに高くなる。ベンゾジアゼピンの例では、バルビツール酸はベンゾジアゼピン結合部位の結合親和性を増加させ、したがって、過剰なベンゾジアゼピンの作用につながる。
バルビツール酸系の中毒あるいは過量服薬の治療は、一般に対症的である。必要なサポートの量は、患者の症状によって決まる。患者が眠そうだが、覚醒し、嚥下し呼吸しているなら容易で、治療は、患者を綿密にモニタするくらい簡単である。
患者の呼吸がない場合、薬が減衰するまで人工呼吸器を必要とする。
補助的治療は、よく以下のようなものである:
- 経鼻胃管を通して活性炭を投与する[4]
- フェノバルビタールでは排出速度を高めるため、尿をアルカリ化する[4]。重炭酸ナトリウム（NaHCO3）などを用いる。
- 生理食塩水、ナロキソン、チアミン、そして/あるいはグルコースの静脈内投与。
- 数時間の救急診療の観察あるいは、症状が重篤な場合は数日の入院。
- 薬物の誤用について患者に助言するか、精神科への相談を勧める。